# جبل اسحاق

تعديل مصدري - تعديل

جبل اسحاق هي إحدى قرى محافظة ذمار في الجمهورية اليمنية.

## الموقع
تقع قرية جبل اسحاق في عزلة جبل اسحاق بمديرية المنار التابعة لمحافظة ذمار، في اليمن.

## السكان
بلغ عداد سكانها 897 نسمة بحسب تعداد اليمن لعام 2004.

## روابط خارجية
- الجهاز المركزي للإحصاء بالجمهورية اليمنية
- المركز الوطني للمعلومات باليمن
- الدليل الشامل